# Zygaena fausta
Zygaena fausta là một loài bướm đêm thuộc họ Zygaenidae.

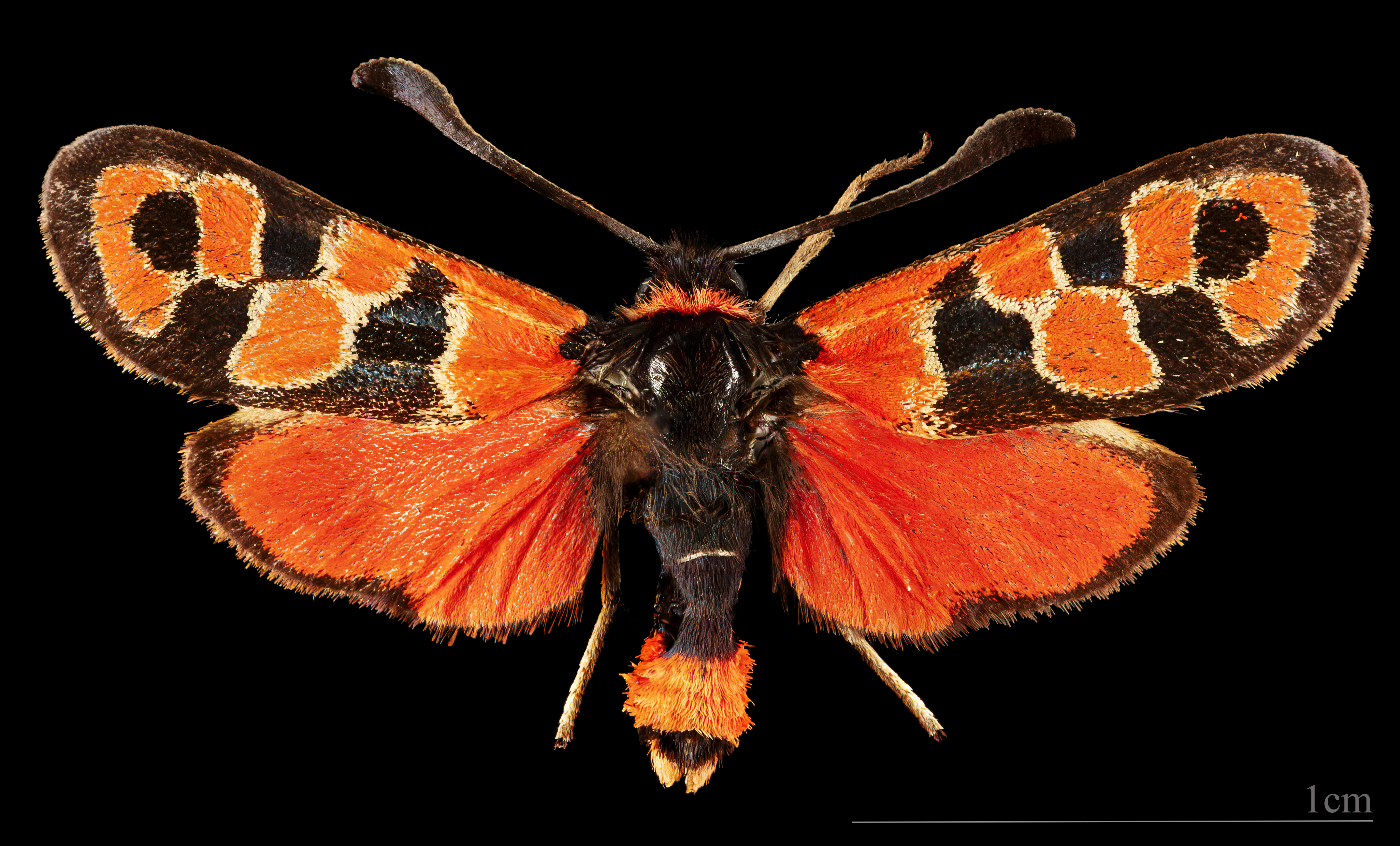
♂
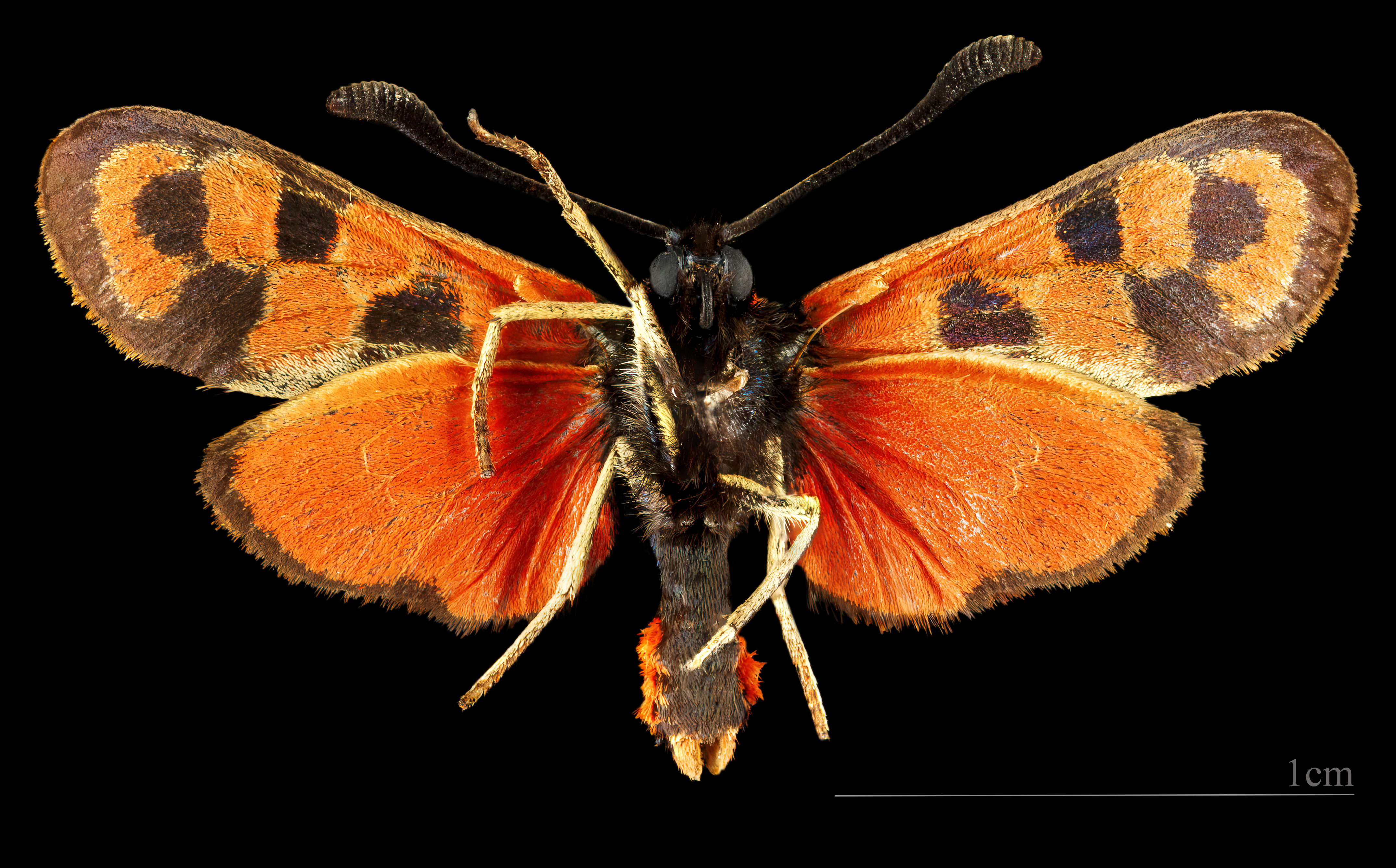
♂ △

## Hình ảnh

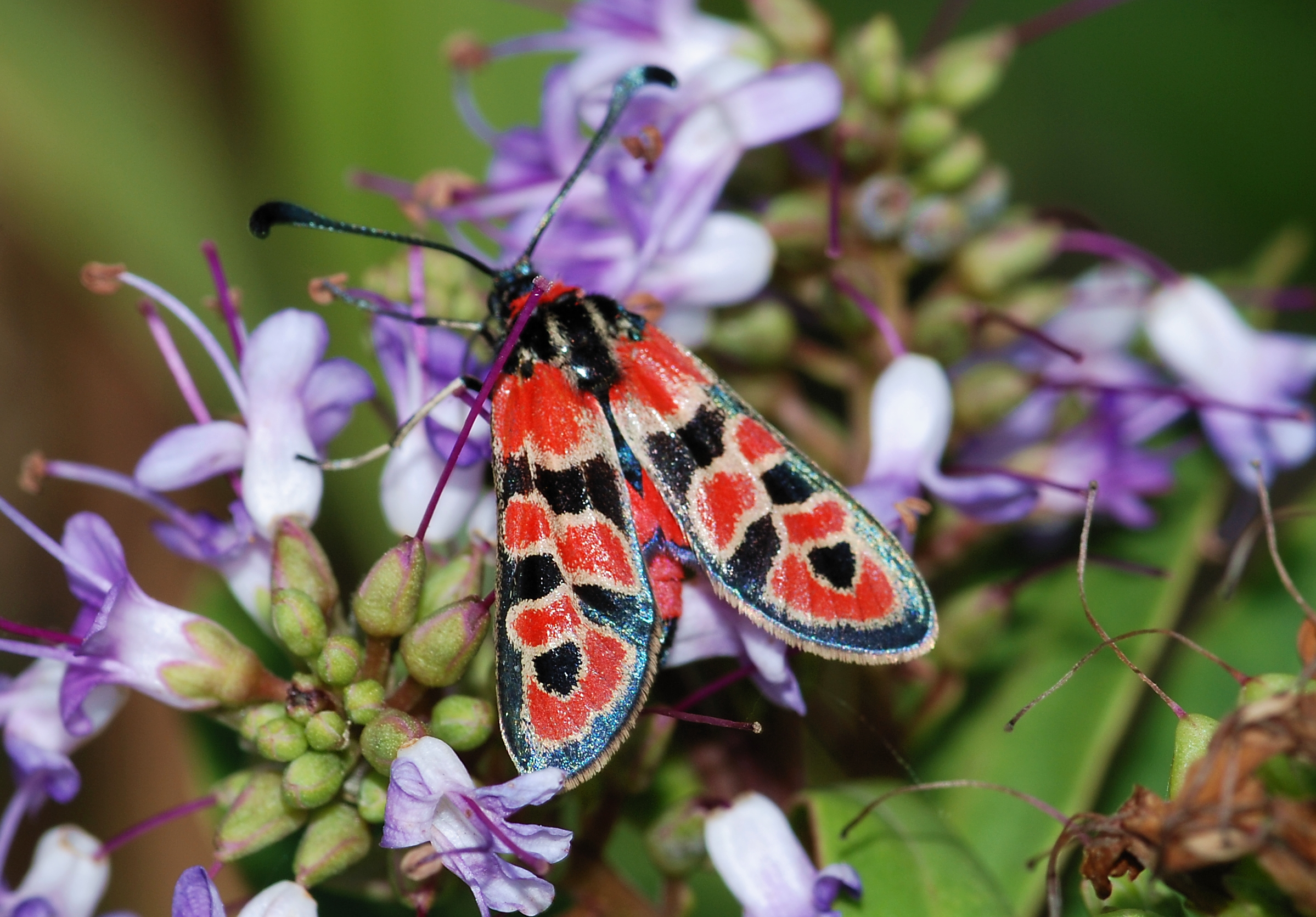
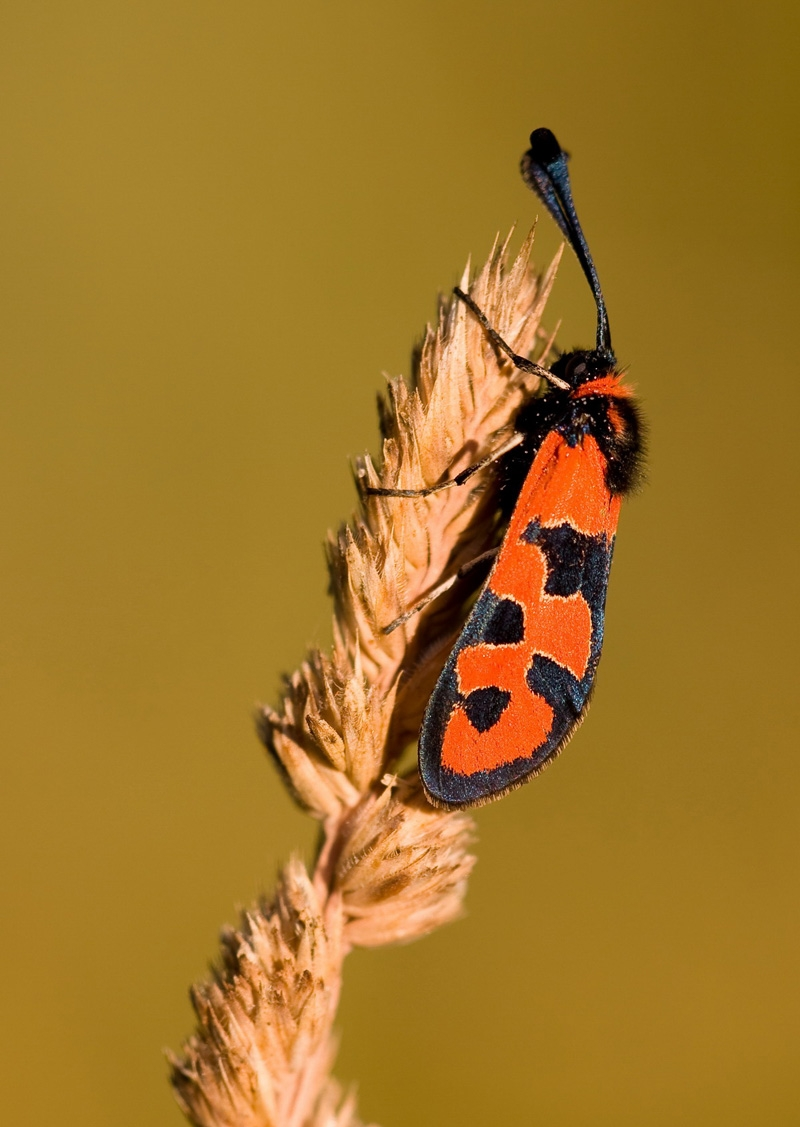
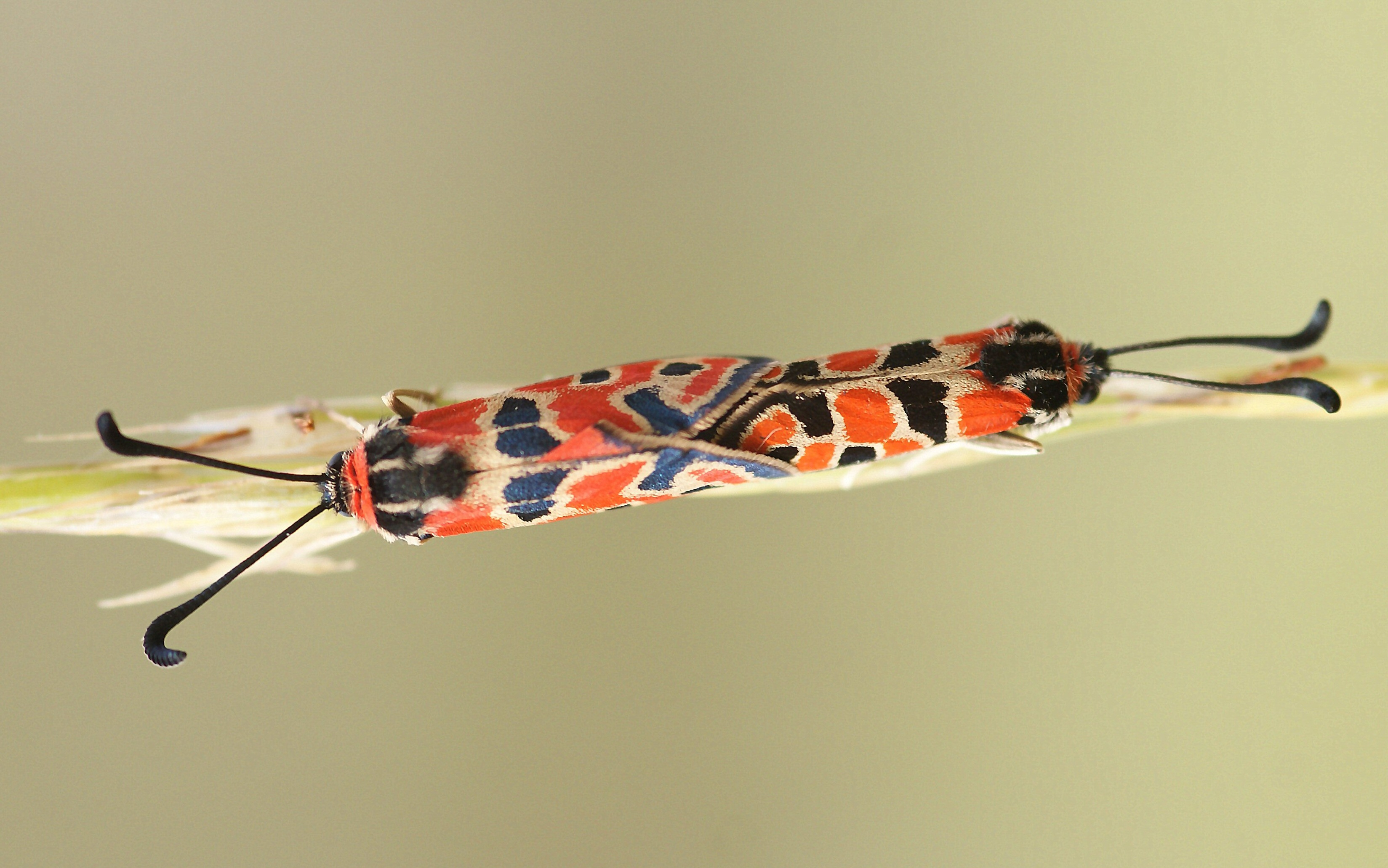